# 日本台灣交流協會高雄事務所
公益財團法人日本台灣交流協會高雄事務所（日语：／），是日本在台湾南部最大城市高雄市设立的行使领事馆职权之事务所。領務轄區包括雲林縣、嘉義縣、嘉義市、台南市、高雄市、屏東縣、台東縣及澎湖縣。
本馆所的前身是1966年到1972年设立的日本驻高雄总领事馆。

## 脚注
1. ↑  .   [2021-07-15]. （原始内容存档于2021-04-30）.
2. ↑  .   [2021-07-15]. （原始内容存档于2021-05-16）.
3. ↑  .   [2021-07-15]. （原始内容存档于2021-12-10）.